# Middleport (Ohio)
Middleport es una villa ubicada en el condado de Meigs en el estado estadounidense de Ohio. En el Censo de 2010 tenía una población de 2530 habitantes y una densidad poblacional de 515,21 personas por km².

## Geografía
Middleport se encuentra ubicada en las coordenadas 38°59′31″N 82°4′00″O / 38.99194, -82.06667. Según la Oficina del Censo de los Estados Unidos, Middleport tiene una superficie total de 4.91 km², de la cual 4.66 km² corresponden a tierra firme y (5.17%) 0.25 km² es agua.

## Demografía
Según el censo de 2010, había 2530 personas residiendo en Middleport. La densidad de población era de 515,21 hab./km². De los 2530 habitantes, Middleport estaba compuesto por el 94.51% blancos, el 3.04% eran afroamericanos, el 0.43% eran amerindios, el 0.2% eran asiáticos, el 0% eran isleños del Pacífico, el 0.24% eran de otras razas y el 1.58% pertenecían a dos o más razas. Del total de la población el 0.59% eran hispanos o latinos de cualquier raza.